# If I Could Tell You
If I Could Tell You è il decimo album in studio del compositore greco Yanni, pubblicato il 3 ottobre 2000 dalla Virgin.

## Tracce
Musiche di Yanni.
1. On Sacred Ground – 7:11
2. The Flame Within – 5:56
3. Midnight Hymn – 5:52
4. November Sky – 4:46
5. With an Orchid – 5:07
6. Wishing Well – 5:45
7. A Walk in the Rain – 4:58
8. Highland – 5:56
9. If I Could Tell You – 5:54
10. In Your Eyes – 5:13
11. Reason for Rainbows – 6:02

## Formazione
- Yanni – compositore e produttore

## Classifiche
| Classifica (2000) | Posizione massima |
| ----------------- | ----------------- |
| Stati Uniti       | 20                |